# Воловецкая поселковая община
Воловецкая поселковая общи́на (укр. Воловецька селищна громада) — территориальная община в Мукачевском районе Закарпатской области Украины.
Административный центр — посёлок Воловец.
Население составляет 8 962 человека. Площадь — 184,5 км².

## Населённые пункты
В состав общины входит 1 посёлок (Воловец) и 3 села:
- Канора
- Гукливый
- Скотарское